# Adolf Anderssen
Karl Ernst Adolf Anderssen (6. července 1818, Vratislav, tehdy Breslau v Prusku – 13. března 1879, tamtéž) byl německý šachový mistr, jeden z nejuznávanějších šachových mistrů 19. století.

## Biografie
Karl Ernst Adolf Anderssen, povoláním profesor matematiky, pocházel z Pruska. Narodil se ve Vratislavi (tehdy Breslau), prožil zde prakticky celý život a také zde zemřel. Šachy se naučil hrát v devíti letech od svého otce, studoval partie J. B. Allgaiera a F. A. D. Philidora. Ještě na počátku čtyřicátých let hrál šachy zřídka a v cizině byl prakticky zcela neznámý. Roku 1845 prohrál zápas s Ludwigem Bledowem 4:0 (=1), ale již v roce 1848 remizoval s Danielem Harrwitzem 5:5 (=0).

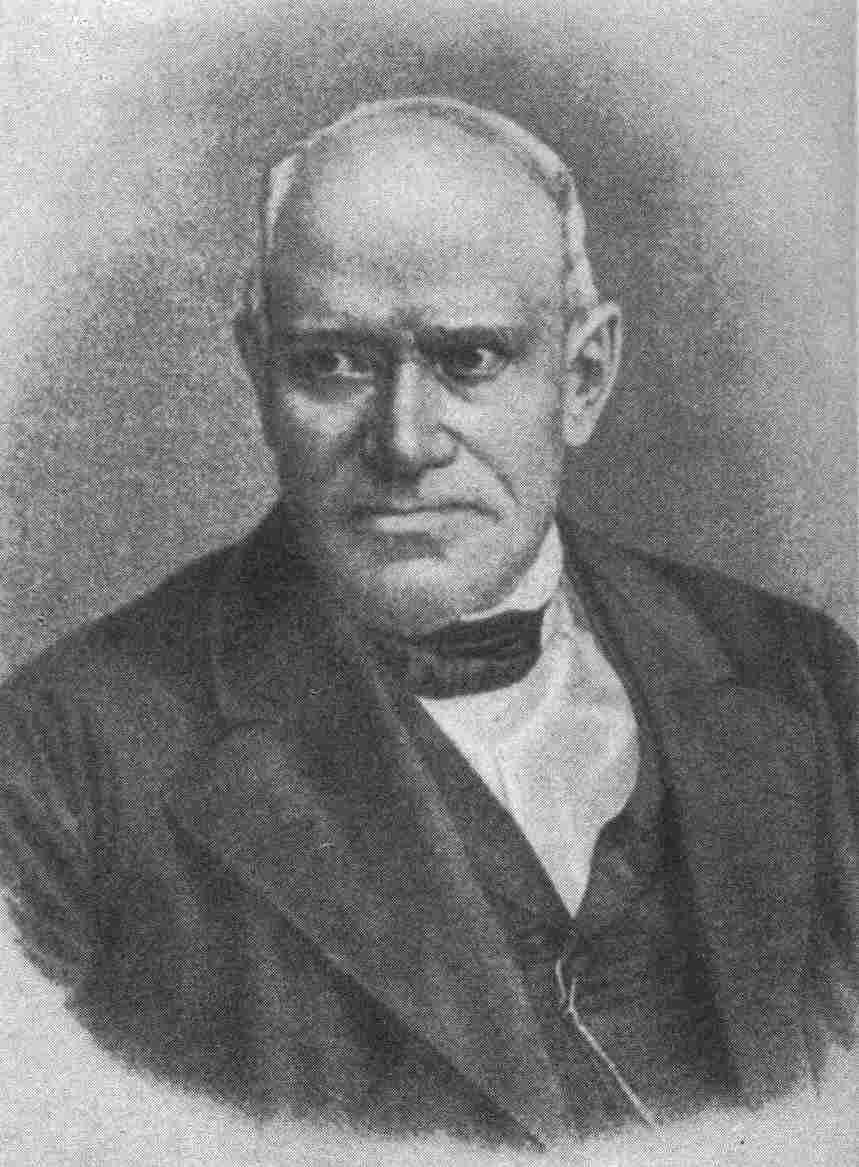
Adolf Anderssen v roce 1860

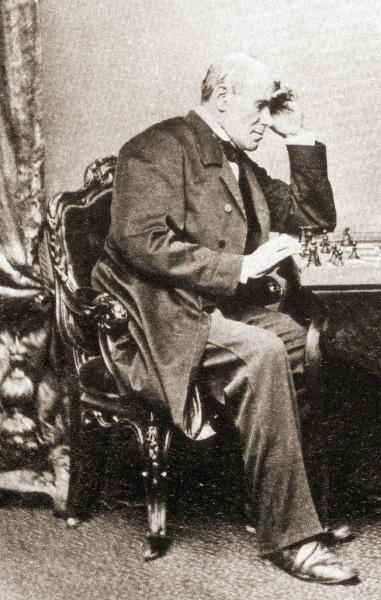
Adolf Anderssen v roce 1863

Když byl v roce 1851 z iniciativy Howarda Stauntona uspořádán v Londýně v rámci Světové výstavy první velký mezinárodní šachový turnaj, Anderssen v něm nečekaně zvítězil a přebral tak Stauntonovi titul neoficiálního mistra světa. Na turnaj bylo pozváno šestnáct předních světových šachistů, kteří byli rozlosování do osmi dvojic a hrálo se vyřazovacím způsobem. V prvním kole vyřadil Anderssen Němce Lionela Kieseritzkyho 2:0 (=1), v druhém kole maďarského mistra Józsefa Széna 4:2, v semifinále Howarda Stauntona 4:1 a ve finále dalšího anglického hráče Marmadukeho Wyvilla 4:2 (=1).
Během turnaje sehrál Anderssen několik volných partií (tj. partií mimo soutěž) se svým soupeřem z prvního kola Lionelem Kieseritzkym. Jedna z nich proslula jako tzv. nesmrtelná partie (Immortal Game), jejíž průběh vychází z tehdejších názorů na šachové umění. Je romantický a s nádhernou kaskádou obětí: bílý hráč (Anderssen) obětoval téměř všechen materiál a svého soupeře porazil. O rok později dosáhl vítězství v jiné slavné neformální partii proti Jeanu Dufresnemu, která vešla do historie pod názvem nevadnoucí partie (Evergreen Game).
Za nejsilnějšího hráče světa byl Anderssen považován až do roku 1858, kdy během vánočních prázdnin podlehl v Paříži jinému géniovi šachové hry Američanu Paulovi Morphymu 2:7 (=2). Na pomyslný šachový trůn se však vrátil znovu roku 1860 po odchodu Morphyho z vrcholné šachové scény. V roce 1861 porazil v Londýně v rakouského šachového mistra Ignaze Kolische 4:3 (=2) a svojí pověst nejlepšího světového hráče potvrdil vítězstvím na významném mezinárodním turnaji v Londýně v roce 1862, kde v konkurenci dalších třinácti předních světových šachistů získal dvanáct bodů ze třinácti.
Mezi Anderssenovými soupeři na tomto turnaji byla i nově vycházející šachová hvězda Rakušan Wilhelm Steinitz, který se brzy stal jeho vážným konkurentem. K jejich vzájemnému zápasu došlo v Londýně v létě roku 1866, přičemž bylo dohodnuto, že vítězem se stane ten, kdo první vyhraje osm partií. Steinitz v zápase zvítězil v poměru 8:6 (=0).
Přestože Steinitz nepodával v bezprostředně následujících letech výkony, opravňující ho považovat se za neoficiálního mistra světa, Anderssenovi již nebyl tento pomyslný titul nikdy zpět navrácen, a to i přes jeho vítězství na silně obsazeném turnaji konaném v roce 1870 v Baden-Badenu, kde Steinitze dokonce dvakrát porazil. Svou roli v tom jistě sehrála i jeho porážka v zápase s Johannem Zukertortem v roce 1871 v poměru 2:5 (=0)
Adolf Anderssen byl i jedním ze zakladatelů dnešního kompozičního šachu a ve své době patřil k nejlepším šachovým skladatelům. Roku 1864 založil s Gustavem Neumannem Neue Berliner Schachzeitung.

## Reference

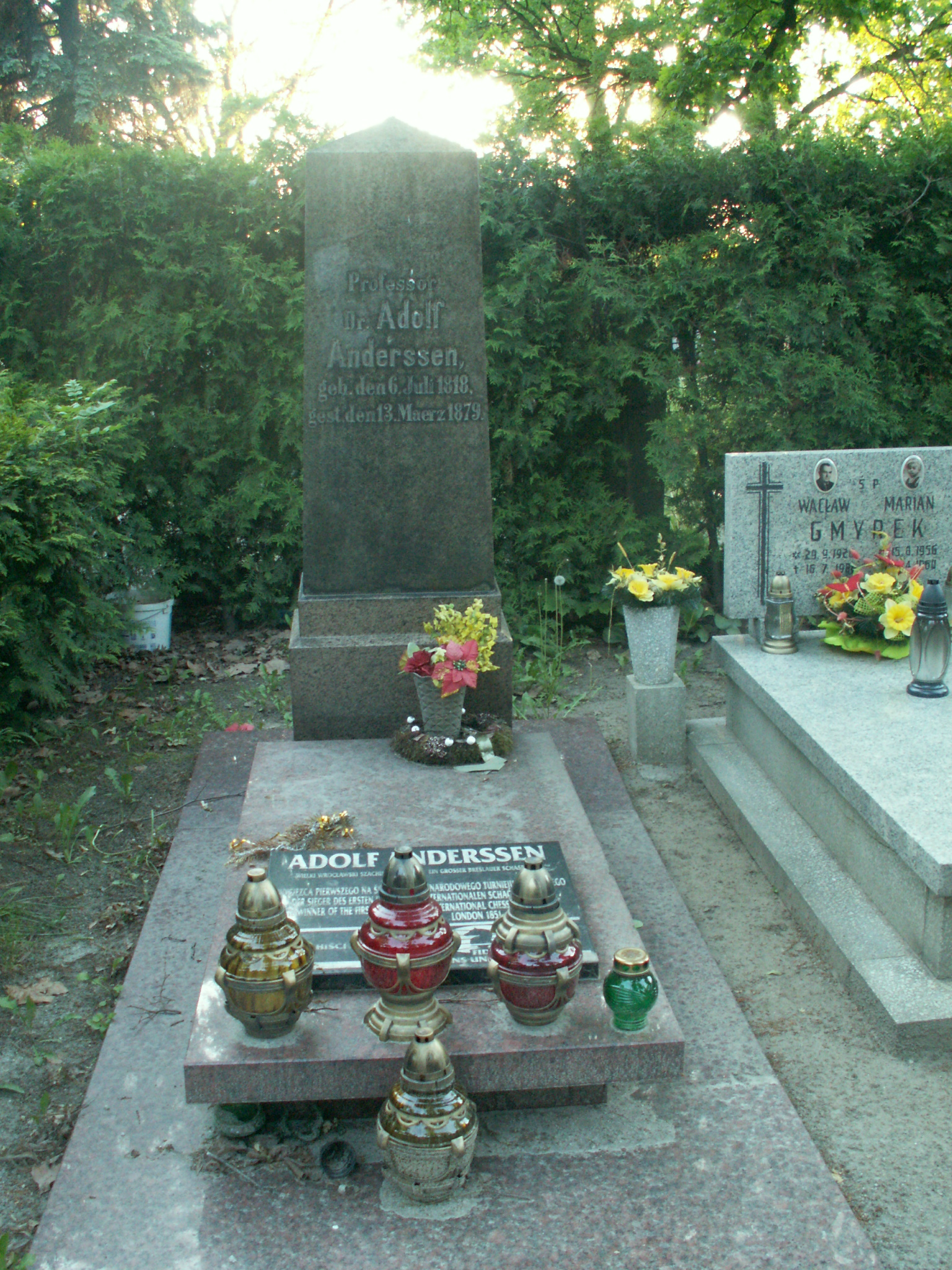
Anderssenuův hrob ve Vratislavi